# Leiosphaeridia
Leiosphaeridia es un género extinto de algas. El género de las especies no definidas se encuentran en el afloramiento Morro do Papaléo en la ciudad de Mariana Pimentel, el geoparque Paleorrota. El afloramiento se encuentra en la Formación Río Bonito y fecha de Sakmariense en el Pérmico.